# Wonokromo (Wonokromo)
Wonokromo is een bestuurslaag in het regentschap Soerabaja van de provincie Oost-Java, Indonesië. Wonokromo telt 33.874 inwoners (volkstelling 2010).